# ジアニ・ロンバート
ジアニ・ロンバート（Gianni Lombard、1998年1月22日 - ）は、ユナイテッド・ラグビー・チャンピオンシップライオンズに所属するラグビー選手。

## プロフィール
- 南アフリカ・ウースター出身[1]。
- ポジションはスタンドオフ(SO)、ウィング(WTB)、フルバック(FB)。
- 身長 178cm、体重 80kg
- U20南アフリカ代表に選ばれたことがある[2]。

## 来歴
ゴールデン・ライオンズ、ライオンズを経て、2021年、NTTドコモレッドハリケーンズ大阪に加入。
2022年、ライオンズに復帰。